# Calceolaria platyzyga
Calceolaria platyzyga là một loài thực vật có hoa trong họ Calceolariaceae. Loài này được Diels mô tả khoa học đầu tiên năm 1937.